# Morpho phanodemus
Morpho phanodemus is een vlinder uit de familie Nymphalidae. De wetenschappelijke naam van de soort is voor het eerst geldig gepubliceerd in 1869 door William Chapman Hewitson.